# گورستان میانه لنگه آسیابر
گورستان میانه لنگه آسیابر مربوط به هزاره اول قبل از میلاد است و در شهرستان سیاهکل، بخش دیلمان، دهستان دیلمان، ۲۰۰ متری شمال شرقی آسیابر واقع شده و این اثر در تاریخ ۷ اسفند ۱۳۸۶ با شمارهٔ ثبت ۲۱۵۳۶ به‌عنوان یکی از آثار ملی ایران به ثبت رسیده‌است.